# 吴锋刚
吴锋刚（1967年12月—），男，汉族，江西南昌人，中华人民共和国政治人物。现任江西省社会主义学院副院长。第十四届全国政协委员。